# Sieło imieni Babuszkina
Sieło imieni Babuszkina (ros. Село имени Бабушкина) – wieś (sieło) w Rosji, w obwodzie wołogodzkim, ośrodek administracyjny rejonu babuszkińskiego. W 2021 liczyła 3842 mieszkańców.